# Radiogoniòmetre
Un  radiogoniòmetre  és un sistema electrònic capaç de determinar la direcció de procedència d'un senyal de ràdio.

Cardioide.

## Principi de funcionament
El radiogoniòmetre es basa en una antena direccional que explora l'horitzó buscant un cert senyal. La radiogoniometria clàssica utilitza antenes de quadre, que venen a ser una o diverses espires en un pla, combinades amb sengles dipols, moltes vegades units mecànicament al quadre. La combinació d'un dipol i una antena de quadre produeix un diagrama de radiació en forma de cardioide (1+cos θ), que gira en girar el quadre sobre el seu eix vertical. Com el nul del cardioide és abrupte, mentre que el seu màxim és molt suau, l'antena es gira fins que el senyal incident desapareix. En aquest moment se sap que aquesta prové de la direcció cap a la qual apunta el nul de l'antena.

## Tipus

### Radiogoniòmetre de Bellini i Tossi
Evita la dificultat d'haver de girar l'antena. Per això utilitza dos quadres verticals disposats perpendicularment, connectats a sengles bobines, també perpendiculars. Dins d'elles hi ha una tercera bobina que es pot girar mitjançant un mecanisme mecànic. El seu gir equival al gir de l'antena.

### Radiogoniòmetre automàtic d'aviació (ADF)
Mou la bobina del radiogoniòmetre de Bellini i Tossi amb un servomotor. Combina el senyal d'aquesta bobina amb el dipol per obtenir el diagrama en cardioide giratori. Un detector controla el servomotor de manera que busca el mínim de senyal de forma automàtica.

### Radiogoniòmetre d'exploració azimutal (All Azimut)
La bobina central del radiogoniòmetre de Bellini i Tossi gira amb velocitat constant. Això modula en doble banda lateral el senyal incident, estant la seva adreça d'incidència codificada en la fase. Un comparador de fase entre el senyal DBL detectat i la freqüència de gir de l'antena produeix la indicació de direcció.

### Radiogoniòmetre de Watson - Watt
Disposa tres canals idèntics: un per al dipol i els altres per dos quadres perpendiculars. Els canals produeixen un senyal detectat que s'aplica a un tub de raigs catòdics, de la següent manera: els canals de les bobines es connecten a les plaques de deflexió, una bobina a les horitzontals i l'altra a les verticals. Això produeix, davant d'un senyal incident, una traça a la pantalla del TRC orientada en la direcció d'incidència del senyal. El canal del dipol es connecta a l'eix Z, de manera que esborra mitjana traça, deixant només la part que apunta a l'emissor del senyal.

### Radiogoniòmetre Doppler
Es basa en una antena omnidireccional (un dipol, per exemple) que gira sobre una circumferència horitzontal. El senyal incident apareix modulada en freqüència per l'efecte Doppler. Com en el radiogoniòmetre de Watson - Watt, la direcció d'incidència apareix codificada en la fase del senyal modulat.

## Aplicacions
El radiogoniòmetre ha estat de gran utilitat en navegació tant marítima com aèria, permetent a les naus trobar l'adreça de certes emissores. De la mateixa manera, es pot localitzar el radiofar de naus accidentades.